# 佐娅·鲁德诺娃
佐娅·尼古拉耶夫娜·鲁德诺娃（俄语：Зоя Николаевна Руднова，1946年8月19日—2014年3月12日），苏联女子乒乓球运动员。右手直拍打法。她曾获得2枚世界乒乓球锦标赛金牌和10枚欧洲乒乓球锦标赛金牌。